# Hu đay gai
Hu đay gai, trần mai cần hay rạch chiếu (danh pháp khoa học: Trema cannabina) là một loài thực vật có hoa trong họ Cannabaceae. Loài này được João de Loureiro miêu tả khoa học đầu tiên năm 1790. Do Trema là danh  từ  giống trung nên danh pháp chính xác là Trema cannabinum, nhưng hiện tại mới chỉ có  IUCN chỉnh lại danh pháp như thế này. Cụ thể xem Từ nguyên của chi Hu.

## Phân bố
Loài bản địa khu vực nhiệt đới và cận nhiệt đới châu Á cùng các đảo miền tây Thái Bình Dương, từ Ấn Độ ở phía tây tới Nhật Bản  ở phía đông bắc và đông bắc Australia, New Guinea, quần đảo  Bismarck và các đảo cận kề ở phía đông nam. Môi trường sinh sống là đất cát thoát nước tốt trong các khu rừng vùng đất thấp và cao nguyên ở cao độ từ 0 tới 950 m.

## Mô tả
Trema cannabina là cây bụi hay cây gỗ nhỏ sống lâu năm, cao tới 6 mét (20 ft). Đường kính thân cây đo ở độ cao ngang ngực tới 30 xentimét (12 in). Hoa nhỏ màu trắng. Quả có kích thước cao và rộng tới 2 đến 3 milimét (0,079 đến 0,118 in). Lá có kích thước dài tới 4,3 đến 16 xentimét (1,7 đến 6,3 in) và rộng tới 1,1 đến 5,8 xentimét (0,43 đến 2,28 in). Cây có thể tỏa ra mùi khó chịu.

## Các thứ
POWO ghi nhận 2 thứ là:
- Trema cannabina var. cannabina (đồng nghĩa: Xem trong hộp thông tin): Trong khu vực phân bố của cả loài.[8]
- Trema cannabina var. dielsianum (Hand.-Mazz.) C.J.Chen, 1979 (đồng nghĩa: Trema dielsianum Hand.-Mazz., 1929, Trema calcicola S.X.Ren, 1994): Bản địa miền nam Trung Quốc.[9]

## Sử dụng
Trema cannabina có thể sử dụng trong sản xuất giấy và dây thừng. Dầu từ hạt có thể sử dụng trong sản xuất xà phòng và chất bôi trơn. Nó có thể có các công dụng với mục đích y học.